# Sergé (tissu)
Pour les articles homonymes, voir Serge.

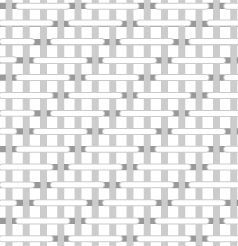
Exemple de sergé où le fil de trame passe sous 1 fil puis sur 3.

Le sergé est un tissu produit avec l'une des trois armures principales de tissage appelée le sergé. Ainsi, le sergé désigne l'ensemble des textiles élaborés par ce type de tissage qui se caractérise par la présence de côtes obliques sur l'endroit et l'envers. Elle peut être à effet chaîne ou trame. C'est une armure dite à décochement.
Dans un sergé 1/3, le fil de trame passe sous un, puis sur trois autres fils de chaîne en décalant d'un fil à chaque passage d'où l'effet d'oblique sur l'endroit.

## Histoire
Le mot « sergé » désigne aussi la laine tissée. Au début des années 1150, la majorité de la laine d’Angleterre était envoyée à Calais pour y être tissée, ou dans les Pays-Bas. À la suite de la perte de Calais au profit de la France, en 1558, l’Angleterre augmenta ses activités de tissage.

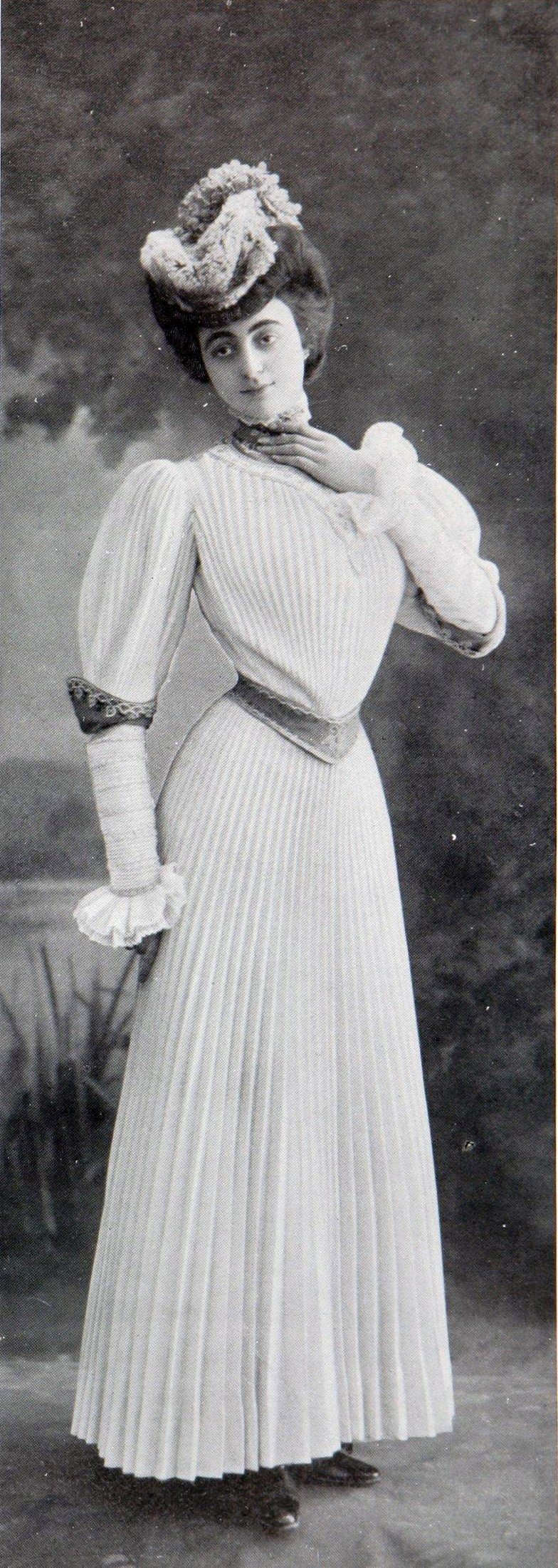
Robe Trotteur pour la Riviera de Redfern en sergé blanc, plissé soleil. Col, parements et ceinture en drap beige brodé. Garniture de dentelle. 1905.

## Étymologie
Sergé est un mot français dérivé du latin serica, lui-même issu du mot grec σηρικος (serikos), qui veut dire « fait de soie ». On emploie le qualificatif sergé pour un vêtement réalisé en armure sergée.

## Type de sergés
- Amazone, drap de sergé fin, peigné pour la chaîne et cardé pour la trame ;
- Cachemire, tissu de lainage assez léger, de laine peignée à base de serge ;
- Cheviotte, tissu de laine un peu brillant et rugueux ;
- « Denim », utilisé pour les jeans, c'est un tissu en coton avec un tissage semblable au sergé avec la chaîne bleu indigo et la trame écru ou blanche ;
- Drill, étoffe similaire au denim mais teinte d'une seule pièce ;
- Gabardine, en laine ou en coton qui présente sur l'endroit une côte en diagonale très inclinée ;
- Pied-de-poule ;
- Sergé à effet de chevron ;
- Sergé croisé, serge sans envers ;
- Sergé de soie, utilisé pour les doublures ;
- Sergé français, plus doux et plus raffiné ;
- Sergé du type worsted (anglais), utilisé dans les uniformes des armées, dans les complets, et les trench-coats ;
- Shetland, étoffe de laine ayant des côtes en diagonale, souple et douce ;
- Tartan, un sergé 2/2 ;
- Tweed ;
- Twill avec des lignes ou arêtes sur les deux côtés, qui crée un tissage avec deux qui montent et deux qui descendent, étoffe souple ;
- Whipcord, de la même famille que la gabardine.